# Redlands Bicycle Classic
Das Redlands Bicycle Classic ist ein jährlich in Kalifornien stattfindendes Radrennen.
Das Etappenrennen umfasst jeweils vier Abschnitte: zwei Straßenrennen, ein Kriterium und ein Zeitfahren. Es wird nicht im internationalen Kalender der Union Cycliste Internationale geführt, sondern im nationalen Kalender des US-Radsportverbands. Das Classic war eines der ersten Etappenrennen, die in den USA ausgetragen wurden.
Rekordsieger des seit 1985 ausgetragenen Wettbewerbs ist der US-Amerikaner Christopher Horner. Er konnte das Rennen insgesamt viermal für sich entscheiden (2000, 2002–2004).

## Palmarès

### Männer
- 2020 wegen Corona-Pandemie abgesagt
- 2019  Cory Lockwood
- 2018  Thomas Revard
- 2017  Taylor Eisenhart
- 2016  Matteo Dal-Cin
- 2015  Phil Gaimon
- 2014  Joey Rosskopf
- 2013  Francisco Mancebo
- 2012  Phil Gaimon
- 2011  Francisco Mancebo
- 2010  Ben Day
- 2009  Jeff Louder
- 2008  Santiago Botero
- 2007  Andrew Bajadali
- 2006  Nathan O’Neill
- 2005  Chris Wherry
- 2004  Christopher Horner
- 2003  Christopher Horner
- 2002  Christopher Horner
- 2001  Trent Klasna
- 2000  Christopher Horner
- 1999  Christian Vande Velde
- 1998  Jonathan Vaughters
- 1997  Dariusz Baranowski
- 1996  Tomasz Brożyna
- 1995  Scott Moninger
- 1994  Malcolm Elliott
- 1993  Malcolm Elliott
- 1992  Scott Fortner
- 1991  Randy Whicker
- 1990  Dmitri Zhadanov
- 1989  Scott Moninger
- 1988  Alexi Grewal
- 1987  Dag Otto Lauritzen
- 1986  Davis Phinney
- 1985  Thurlow Rogers

### Frauen
- 2019  Amber Neben
- 2018  Katie Hall
- 2017  Ruth Winder
- 2016  Kristin Armstrong
- 2015  Mara Abbott
- 2014  Tayler Wiles
- 2013  Alison Powers
- 2012  Megan Guarnier
- 2011  Amber Neben
- 2010  Ina-Yoko Teutenberg
- 2009  Ina-Yoko Teutenberg
- 2008  Alex Wrubleski
- 2007  Amber Neben
- 2006  Amber Neben
- 2005  Christine Thorburn
- 2004  Lyne Bessette
- 2003  Geneviève Jeanson
- 2002  Judith Arndt
- 2001  Geneviève Jeanson
- 2000  Alison Dunlap
- 1999  Lyne Bessette
- 1998  Mari Holden
- 1997  Susy Pryde
- 1996  Alison Dunlap
- 1995  Linda Brenneman
- 1994  Jeanne Golay
- 1993  Linda Brenneman